# Zeuxia nudigena
Zeuxia nudigena là một loài ruồi trong họ Tachinidae.